# Berezniaky (rejon łubieński)
Berezniaky (ukr. Березняки) – wieś na Ukrainie, w obwodzie połtawskim, w rejonie łubieńskim. W 2001 liczyła 884 mieszkańców, wśród których 870 jako ojczysty język wskazało ukraiński, 9 rosyjski, 3 mołdawski, a 2 białoruski.

## Urodzeni
- Borys Oniszczenko